# 平野威馬雄
平野 威馬雄（ひらの いまお、1900年（明治33年）5月5日 - 1986年（昭和61年）11月11日）は、日本の詩人・フランス文学者。同人誌「青宋」主宰。日本詩人クラブ創設会員。
横浜市出身。大杉栄との交流の縁から、平野の父とも個人的に交友関係のあったジャン・アンリ・ファーブル関係の著作の翻訳をいくつか手がけたことでも知られている。松戸 淳（まつど じゅん）という変名で好色文学の翻訳も手がけた。2度の結婚で9人の子を持つ。

## 来歴・人物

### 生い立ち
東京市赤坂区青山北町（現在の東京都港区北青山）の柳原愛子邸に生まれ、横浜市西区老松町に育つ。父は弁護士事務所勤務から富豪の未亡人の3番目の夫となったことで財を成し、美術好きの日本通としてサンフランシスコ日米協会The Japan Society of San Francisco（The Japan Society of Northern Californiaの前身）の初代会長を務めたヘンリイ・パイク・ブイ（Henry Pike Bowie）で、その妻の死後1893年に来日し日米を行き来していた。威馬雄は「ブイはフランス系アメリカ人であったが、遡ればスコットランドの貴族の家系で、ナポレオンの最初の皇后ジョゼフィーヌの近い親族の子孫にも当たる」としているが、アメリカの資料では、18世紀にスコットランドからアメリカのメリーランドに移民したブイ一族の子孫である。母の平野駒は夫同様カトリックを信仰する日本人で琴の教授だったが、近所ではラシャメンという蔑称で呼ばれ、差別に苦しんでいた。威馬雄は父から『家なき子』の登場人物に因み、レミと呼ばれて育つ。父親は日米を行き来していたが、威馬雄が7歳のときに来日して2年間ともに暮らし、再びアメリカに帰国。その間に弟・武雄が生まれる。
幼時より混血児として差別を受け、その憤りから日ノ出町通りの町道場「養義館」に通って柔道を習い、幼年組の一方の主将となる。横浜市立老松小学校に通学していたが、ハーフとして肩身の狭い思いをせぬようにとの両親の配慮により、同じハーフが多く通学していたカトリック系ミッションスクールの暁星小学校に3年生から編入学、寄宿生となる。ここでも学校のやり方に馴染めず、教師たちの陰険さや保護者の俗悪ぶりをのちに激しく批判している。

### 文学との出会い
同校から暁星中学校に進んだが、権威主義的な校風に反撥。同校では国語教師から文才を認められ、『平家物語』『源平盛衰記』など日本の古典からフランス語の原書までを読みこなす早熟ぶりを示したが、鼻が巨大だったためハーフでない生徒からシラノ・ド・ベルジュラックをもじってヒラノ・ド・ベルジュラックと呼ばれ、また大隈重信の国粋主義的演説がきっかけで非国民扱いされるなどの差別待遇を受ける（在米中の父がこのことを手紙で大隈に訴えたところ、威馬雄は早稲田の大隈邸に招かれ、大隈から直々に謝罪と励ましを受けた）。当時から無神論者でもあり、旧制暁星中学校5年の初夏にはミサの最中に手で卑猥なジェスチャー（いわゆる女握り）を示したことが理由で諭旨退学処分を受ける。葉山町の堀内海岸に一家の別荘があったことから逗子開成中学校の4年次に編入されたが、ここでもハーフとして差別を受け、相撲部員たちからリンチを受けそうになり、反撃で相撲部員の一人の片目を抉り出してしまう。同校在学中もフランス文学に傾倒し、加藤鐐造（のち衆議院議員）や清水長一（のち清水一郎の芸名で俳優となる）や近藤重輔（詩人近藤東の兄）と共に同人誌『エトワル』を創刊し、モーパッサンの短篇小説『野蛮な母』の翻訳を発表する。『文章倶楽部』『中央文学』などの投稿誌に詩や短文を発表して賞を受け、江見水蔭・武田鶯桃・高須林渓・佐藤浩堂から激励の葉書を貰う。傍ら詩作に熱中し、萩原朔太郎から詩作品を賞賛されたこともある。
18歳のとき、父が9年ぶりにサンフランシスコから来日する。これに伴い、一家で東京府豊多摩郡渋谷町荒木山（現在の渋谷区円山町）に転居した。父の友人ヨネ・ノグチの紹介で詩人正富汪洋と知り合い、正富の紹介で詩誌『新進詩人』に参加すると共に、正富が国語教諭を務める私立名教中学校（現在の東海大学付属浦安高等学校）に逗子開成中学5年から編入、同校を卒業する。父親は2年間日本に滞在後、帰国してほどなくアメリカで死亡した。威馬雄が父親と会ったのは、これが二度目であり、最後となった。
卒業後ただちに東京外国語学校（現在の東京外国語大学）フランス語科へ入学したが、ドイツ語専門の獨協中学校から入学した学生たちと同じ扱いを受け、「獨協出身者たちのフランス語の力がお前と同じ程度に進むまでお前は学校へ行かずに待っていろ」と命じられ、1年間を無駄にされたため中退した。当時、乳酸菌に関するメチニコフの論文を訳していたため、乳酸菌について学ぶため聴講生として京都帝国大学植物学科に入学したが、京都の橋下の淫売を買って重症の梅毒に感染し、入院を余儀なくされたために学業を廃して東京へ戻った。

### 文壇デビュー
正富の紹介で知り合った福士幸次郎・佐藤惣之助・広津和郎・生田春月・増田篤夫たちの口添えにより、1920年、新潮社から『モーパッサン選集』を刊行する。金子光晴により「早熟の天才少年」と賞賛された。金子光晴やサトウハチローや林髞（木々高太郎）、吉田一穂たちと共に詩の同人誌『楽園』を発行する。また、福士幸次郎の下で自由詩運動を行う。続けて、北原白秋の主宰する『詩と音楽』『近代風景』に拠って大木篤夫（のちの大木惇夫）や大手拓次、藪田義雄たちと詩作に没頭する。1922年、上智大学1年生のとき、哲学者平沢哲雄の紹介で南方熊楠に会う。1928年、上智大学文学部ドイツ哲学科を卒業する。

### 薬物中毒時代
この間、大学在学中の1922年秋、風邪による鼻詰りの臨時治療薬として級友S（翻訳家安成四郎・文芸評論家安成貞雄ならびに歌人安成二郎の弟）からコカインを教えられたことがきっかけで、重度のコカイン中毒となり、次いで抱水クロラールにも手を出し、15年間薬物漬けの日々を過ごす。1930年頃には、松沢病院の閉鎖病棟に自主入院、このとき入院患者の一人である「葦原天皇」こと葦原金次郎にも会っている。やがて病院の薬局から麻薬を盗んで脱走し、全国手配を受ける。逃走中は3人の若い女と同時併行で同棲し、ドラッグを常用し、万引と無銭飲食を繰り返す。女性の白い手に対する性的なフェティシズムから逗子駅の待合室で見知らぬ女性の手を握り、警察に逮捕されたこともある。当時は秘密出版のグループに加わり、閨房記事の翻訳で生計を立てていた。

### 文壇への復帰
最初の妻と6人の子供を捨て、2度目の妻（平野レミたちの母・清子）と所帯を持った後、義兄の経営する薬局から盗み出したコカインを大量に吸引して人事不省に陥る。この事件を契機として、薬物中毒の治療に成功する。文筆業を廃業し、土方や汲取屋を経験したこともあるが、1941年のルグロ著『ファブルの生涯』上・下（主婦之友社）の成功によって文士に復帰する。同じ頃、東京三河島の自宅で詩人集団「青宋の会」を主宰し、詩誌『青宋』を発行する。青宋とは清掃のもじりで、三河島の近所に清掃会社があったことから命名した。

### 太平洋戦争前後
反戦思想の持主であり日米混血であるため、第二次世界大戦中はスパイ扱いを受け、憲兵から取調べを受けたこともある。しかし敗戦後は一転して憲兵や特高関係者から食糧や家具の貢物を受け、「先生のお口ききで、米軍の手から、われわれを守っていただきたい」と懇願された。
空襲で焼け出され、神父の厚意によって三河島のドン・ボスコ教会の2階に仮寓していたが、モーパッサンやアナトール・フランス、フローベール、ゾラといった反カトリック作家の作品を翻訳刊行していたことが判明したために同教会から追い立てを受け、1947年6月から千葉県松戸市上本郷に住む。松戸の自宅（青宋居）には自画イラストの石碑がある。
1951年、ジョン・クリーランドの古典的好色小説『ファニー・ヒル』の翻訳を、松戸淳名義でむらさき書房から刊行する。この本は増刷を重ねたが、猥褻文書として取締りを受け、出版主と共に起訴されて10万円の罰金刑を受けた。

### レミの会
戦後、占領時代に多数生まれた混血児が貧困と差別の中にあるのを見て、自身がハーフとして差別を受けた経験から、同じくハーフである佐藤美子・江川宇礼雄・藤原義江・渡辺暁雄と共に、1953年に混血児を救済支援する「一九五三年会」（通称五三会、レミの会）を組織する。計7人の父なき混血児を自らの子として認知し、また多数の混血児を自宅に引き取って面倒を見るなどの行動により、混血児救済運動に尽力した。1959年、自伝的作品『レミは生きている』で第6回サンケイ児童出版文化賞を受賞する。1964年には混血をテーマにした東宝映画『自動車泥棒』（和田嘉訓監督のデビュー作）で安岡力也やデビイ・シエス（真理アンヌ）たちと共演する。全国各地で講演会をするほか、マスメディアでも差別の実態や救済を訴え話題になったことから、中には、混血と詐称して悲劇の主人公としてワイドショーに登場する者まで現れる騒動も起こった。

### 晩年と没後
混血児救済活動の一方、超常現象にも関心を持ち「お化けを守る会」世話人頭を務めた。UFOにも興味をもち、日本空飛ぶ円盤研究会、宇宙友好協会（CBA）の会員であった。その他、競輪廃止運動や麻薬追放運動にも参加した。
心筋梗塞のため、入院先の松戸市立病院で1986年11月11日に死去した。86歳没。遺骨は横浜市中区山手町の外国人墓地に葬られており、威馬雄の墓前では毎年11月11日（現在では5月5日）に墓前祭「青宋忌」がおこなわれている。

## 係累
弟は翻訳家の平野武雄。
息子は画家の平野琳人（よしと）。長女は料理愛好家・シャンソン歌手の平野レミ。
甥はロフトプラスワン席亭の平野悠。
孫にミュージシャンの和田唱（TRICERATOPS）やエッセイストの今村三菜がいる。

## 著書

### フランス文学関係
- 『フランス象徴詩の研究』（思潮社） 1979

### 伝記
- 『パストウル』（偕成社） 1942
- 『ガリレオ - 殉教の科学者』（ポプラ社） 1950
- 『パストウル - 愛の科学者』（ポプラ社） 1950
- 『にゅーとん』（大日本雄弁会講談社） 1952
- 『フルトン - 蒸気船の発明者』（ポプラ社） 1953
- 『ライト兄弟 - 世紀の鳥人』（ポプラ社） 1959
- 『ファーブル』（ポプラ社） 1976

### 日本研究
- 『大博物学者 - 南方熊楠の生涯』（牧書房） 1944、リブロポート 1982
- 『芸者からスリまで - 符牒・陰語六千語』（編著、近代社） 1955
- 『クララと平助』（わせだ書房新社） 1969
- 『くまくす外伝』 （濤書房） 1972、誠文図書 1982、ちくま文庫 1991
- 『伝円了』（草風社） 1974
- 『南蛮幻想』（川上澄生共著、濤書房） 1975
- 『平賀源内の生涯 - 甦る江戸のレオナルド・ダ・ビンチ』  （サンポウジャーナル） 1978、ちくま文庫 1989
- 『小さな巨人の肖像』（橋本ユキ絵、クイックフォックス社） 1978
- 『妖怪学講義』（井上円了、編著、リブロポート） 1983

### 詩集
- 『青火事 - 詩集』（濤書房） 1972
- 『うつろ日 - 詩集』（誠文図書） 1983
- 『ガラスの月 - 平野威馬雄少年詩集』（理論社） 1984

### 超常現象関係
- 『それでも円盤は飛ぶ - 日本における空飛ぶ円盤』（編著、高文社） 1960
- 『これが空飛ぶ円盤だ!』（編著、高文社） 1960
- 『アポロと空飛ぶ円盤』（荒井欣一共著、高文社） 1969
- 『円盤についてのマジメな話』（平安書店） 1973年
- 『悪魔の本』（広済堂出版） 1974
- 『お化けは生きている - 科学にとり残された霊の世界』（双葉社） 1974
- 『お化けについてのマジメな話』（平安書店） 1974
- 『宇宙人についてのマジメな話』（平安書店） 1974
- 『オカルトについてのマジメな話』（平安書店） 1974
- 『円盤に乗った青年のマジメな話 - 北海道宇宙人事件の真相』（平安書店） 1974
- 『ヒューマノイド（円盤人）についてのマジメな話』（平安書店） 1974
- 『ヒューマノイド - 空飛ぶ円盤搭乗者』（編著、高文社） 1974
- 『衝撃のUFO - 過去・現在・未来』（編著、高文社） 1975
- 『お化けの住所録 - いつ、どこで、どんなお化けが……』（二見書房） 1975・1983
- 『日本怪奇名所案内』（二見書房） 1976・1979
- 『幽霊を見た 海外篇』（二見書房） 1976
- 『UFO事典』（日本文芸社） 1979
- 『死後の世界の不思議』（日本文芸社） 1979
- 『日本怪奇物語』（日本文芸社） 1981・1986
- 『お化け博物館』1 - 6（平野琳人絵、国土社） 1984 - 1985
- 『恐怖夜話 - おばけの本』（廣済堂出版） 1991
- 『幽霊・悪霊ものがたり事典』（平野琳人共著、国土社） 1997

### レミの会 関係
- 『レミは生きている』（東都書房） 1959・1967、講談社文庫 1977・1979、ちくま文庫 1993、新版 2022
- 『レミよおもてに出ておいで』（第二書房） 1962
- 『のこされたレミたち』（実業之日本社） 1964
- 『レミははたち - ある混血作家の愛と涙の記録』（読売新聞社） 1966
- 『レミの母たち』（白川書院） 1967
- 『ふるさとがない』（講学館） 1969

### エッセイ
- 『混血人生記』（日本出版協同） 1954
- 『おとなを寝かせるお伽噺』（あまとりあ社） 1955
- 『おとなを寝かせるお伽噺・続』（住吉書店） 1955
- 『ロマンス・シートのうわさ話 - 随筆』（美和書院） 1956
- 『ロマンスグレー』（編著、弘道閣） 1956
- 『女の匂いのする兵隊』（東京書房） 1959
- 『京都の詩情』1 - 3 （白川書院） 1964 - 1966
- 『銀座の詩情』1 - 2 （白川書院） 1966
- 『ゴスペルソング』（朝日書院） 1968
- 『長寿についてのマジメな話 - メチニコフの〈楽天主義者のエッセイ〉より』（平安書店） 1974
- 『ともだちという名の我楽多箱』（濤書房） 1975
- 『癊者の告白』（話の特集） 1976、のち改題『陰者の告白』（筑摩書房、ちくま文庫） 1994
- 『すぐやる町の大まじめなはなし』（北欧社） 1976
- 『懐かしの銀座・浅草』（小松崎茂・画、毎日新聞社） 1977
- 『枠外の人々』（白夜書房） 1978
- 『アウトロウ半歴史』（話の特集） 1978
- 『平野威馬雄二十世紀』（たあぶる館出版） 1980
- 『貴人のティータイム』（西江雅之共著、リブロポート） 1982
- 『銀座物語 - 街角のうた』（日本コンサルタント・グループ） 1983

## 翻訳
- 『赤ちやん』（若い人社） 1918
- 『花の知性』（一聯社） 1922
- 『モルグ街の殺人』（エドガー・アラン・ポオ、アルス） 1924
- 『エプタメロン - ナヴァール王妃の七日物語』（マルグリット・ド・ナヴァール、抄訳、万里閣） 1924、誠文図書 1982、ちくま文庫 1995
- 『蜜蜂の生活』（メーテルリンク、鶴書房） 1942
- 『ファブルの自然科学』1 - 3（ファブル、文明社） 1941 - 1943
- 『ロッテ帰りぬ』上・下（トーマス・マン、新潮社） 1941
- 『犬と酒 - ドイツ古典童話集』（三谷一馬共訳、西京出版社） 1943
- 『異国情趣』（アンドレ・ベルジユ、昭森社） 1943
- 『アメリカの三つの亡霊』（アンドレ・モーロア、牧書房） 1947
- 『結婚第一歩 - モーパツサン短編集』 （モーパツサン、明文社） 1947
- 『春の宵 - モーパツサン短編集』 （モーパツサン、明文社） 1947
- 『美貌の友（上）ベラミー』（モーパッサン、泰山堂） 1947
- 『乙女は森で殺された』（摩耶書房） 1948
- 『死の如く強し』上・下（新星社（再版版）） 1949
- 『花嫁の父親』（牧書房翻訳室） 1950
- 『恋愛家系』（国民教育社） 1950
- 『情婦ヒル』（ジョン・クレランド、松戸淳名義、紫書房） 1951、論創社 2004
- 『秘話 バルカン戦争』（ウイルヘルム・マルテル、松戸淳名義、紫書房） 1951
- 『ふろっしい』（A・C・スウィバーン、松戸淳名義、紫書房） 1951
- 『変態性欲心理学』（R・クラフト＝エビング、松戸淳名義、紫書房） 1951、河出書房 1956
- 『黒ミサ異聞』（J・K・ユイスマン、松戸淳名義、紫書房） 1952、北宋社 1992・2001
- 『動物会社』（カール・ハーゲンベック、教育書林） 1955、白夜書房 1978
- 『三百六十五夜』（近代社） 1955
- 『西洋風流小咄集』（編集、第二書房） 1959
- 『空飛ぶ円盤ミステリ - 3人の黒衣の男』（高文社） 1960
- 『ジュールおじさん』（モーパツサン、旺文社、旺文社文庫） 1968
- 『くび飾り / メニュエット』（モーパツサン、旺文社、旺文社文庫） 1968
- 『不完全なる結婚』（学芸書林） 1969
- 『こんとふらんせぇ - フランス小話集』（高文社） 1971
- 『日本画の描法』（ヘンリー・P・ブイ、濤書房） 1972
- 『ファーブルの生涯』 （G・V・ルグロ、藤森書店） 1978、ちくま文庫 1988
- 『UFOガイドブック』（ノーマン・J・ブリアザック, サイモン・メニック、CBSソニー出版） 1979
- 『修道院の台所から - ベジタリアン料理と食のアンソロジー』（エリーズ・ボウルディング、文化出版局） 1980・1985
- 『詩人たちとの対話 - フランス象徴詩人へのアンケート』（ジュール・ユレ、抄訳、たあぶる館出版） 1980
- 『長寿の研究 - 楽観論者のエッセイ』（E・メチニコフ、幸書房（復刻版）） 2006